# Pseudophegopteris rectangularis
Pseudophegopteris rectangularis är en kärrbräkenväxtart som först beskrevs av Heinrich Zollinger, och fick sitt nu gällande namn av Holtt. Pseudophegopteris rectangularis ingår i släktet Pseudophegopteris och familjen Thelypteridaceae. Inga underarter finns listade.